# Frank Klopas
Fotios Klopas (en alfabeto griego Φώτιος Κλόπας; Prosimna, Grecia; 1 de septiembre de 1966), conocido como Frank Klopas, es un exfutbolista y entrenador de fútbol estadounidense de origen griego. Jugaba de delantero. Actualmente es el vicepresidente del área de fútbol del Chicago Fire.
Después de su retiro, se desempeñó como comentarista para el Chicago Fire antes de trabajar como ejecutivo de la oficina principal y entrenador tanto para el Fire como para el Montreal Impact.

## Carrera como jugador

### Inicios
Klopas emigró a los Estados Unidos de Prosimna, Peloponeso, Grecia cuando tenía ocho años y recibió la ciudadanía estadounidense cuando cumplió 18 años. Él y su familia se establecieron en Chicago, donde asistió y jugó fútbol masculino, en la Mather High School, que llevó al campeonato de la Liga Pública de Chicago en su último año.

### Profesional
En 1983, firmó con el Chicago Sting de la North American Soccer League nada más terminar la escuela secundaria, pero una lesión lo obligó a perderse la última temporada al aire libre del equipo. Klopas jugaría para el interior Sting en el MISL durante cuatro temporadas. Obtuvo los honores del segundo equipo All Star durante la temporada 1986-87.
En 1988, Klopas se mudó a Grecia para jugar en el AEK Atenas donde jugó cuatro temporadas con el equipo. Sin embargo, se rompió el ligamento cruzado anterior en 1991. Esa lesión y una infección posterior le impidieron jugar durante casi dos años. En 1992, Klopas firmó un contrato con la Federación de Fútbol de los Estados Unidos para jugar a tiempo completo en la selección nacional masculina de Estados Unidos. Después de la Copa Mundial de la FIFA 1994, Klopas regresó a Grecia y firmó con el Apollon Smyrnis en 1994 por el resto de la temporada 1994-95, así como la temporada 1995-96. Debutó con el Apollon ante su antiguo club, el AEK. 
En 1996, la Major League Soccer comenzó a desarrollar equipos para su temporada inaugural. Para garantizar una distribución equitativa del talento en cada equipo, la MLS asignó jugadores conocidos a cada equipo. La MLS asignó a Klopas a los Kansas City Wizards, donde pasaría dos años. Después de ser enviado al Columbus Crew justo antes del Draft de Expansión de 1997, fue cambiado en febrero de 1998 al Chicago Fire por Jason Farrell, quien había sido seleccionado del Crew. Klopas jugaría dos años para Chicago antes de retirarse, ayudándolos a ganar la MLS Cup en 1998 y la U.S. Open Cup para completar "El Doblete". En cuatro años en la MLS, Klopas anotó 13 goles y sumó 16 asistencias. Tuvo seis goles y cinco asistencias en 40 juegos (24 aperturas) para el Fire, incluidos ambos goles en la victoria por 2-0 sobre el Tampa Bay Mutiny en el primer juego del Fire en Soldier Field el 4 de abril de 1998. 
Klopas se retiró después de la temporada de 1999. Fue incluido en el "Ring of Fire" de Chicago, que celebra a jugadores destacados y contribuyentes a la organización, en 2004. Fue incluido en el Salón de la Fama del Fútbol de Illinois en 2005.

### Selección nacional
Klopas fue parte del combinado estadounidense que disputó la Copa Mundial de Fútbol de 1994. Asimismo representó a su país en los Juegos Panamericanos de 1987, los Juegos Olímpicos de 1988, la Copa América 1995 y la Copa de Oro de la Concacaf 1996. En total jugó 39 para el representativo nacional entre 1987 y 1998, anotando 12 goles. 
También integró la selección de fútbol sala de los Estados Unidos que compitió en la Copa Mundial de 1996.

## Carrera como entrenador
En 2000, el Chicago Fire contrató a Klopas como entrenador de fuerza y acondicionamiento del equipo. Después de la temporada 2000 de la MLS, renunció por motivos personales. En 2004, fue nombrado entrenador y gerente general de la franquicia de expansión de la MISL, Chicago Storm. Llevó al equipo a un lugar en los playoffs en su segunda temporada, pero renunció en julio de 2006. En enero de 2008, fue nombrado el primer director técnico del Fire. Fue nombrado entrenador interino del Fire tras la destitución de Carlos de los Cobos en mayo de 2011.
En diciembre de 2013, fue nombrado entrenador y director de personal de jugadores del Montreal Impact. Si bien llevó al Impact a una final de la Liga de Campeones de la Concacaf en 2015, perdiendo por poco ante el Club América, fue relevado formalmente de sus funciones a fines de agosto de 2015 después de una serie de malas actuaciones, y Mauro Biello lo reemplazó de manera interina.
Después de servir como comentarista para el Fire, Klopas regresó al banquillo como entrenador asistente en enero de 2020. Fue nombrado entrenador interino el 8 de mayo de 2023, luego del despido de Ezra Hendrickson.En diciembre del mismo año, fue ratificado en su cargo.El 8 de octubre de 2024, la directiva del club lo designó como a vicepresidente del área de fútbol después de que Gregg Berhalter fuera confirmado como el nuevo técnico.

## Clubes

### Como jugador
| Club                              | País           | Año       |
| --------------------------------- | -------------- | --------- |
| Chicago Sting (en pista cubierta) | Estados Unidos | 1983-1988 |
| AEK Atenas                        | Grecia         | 1988-1994 |
| Apollon Smyrnis                   | Grecia         | 1994-1996 |
| Kansas City Wizards               | Estados Unidos | 1996-1997 |
| Chicago Fire                      | Estados Unidos | 1998-1999 |

### Como entrenador
| Club                    | País           | Año       |
| ----------------------- | -------------- | --------- |
| Chicago Storm           | Estados Unidos | 2004-2006 |
| Chicago Fire            | Estados Unidos | 2011-2013 |
| Montreal Impact         | Canadá         | 2013-2015 |
| Chicago Fire (interino) | Estados Unidos | 2021      |
| Chicago Fire            | Estados Unidos | 2023-2024 |

## Palmarés

### Como jugador

#### Campeonatos nacionales
| Título                       | Club          | País           | Año     |
| ---------------------------- | ------------- | -------------- | ------- |
| North American Soccer League | Chicago Storm | Estados Unidos | 1984    |
| Superliga de Grecia          | AEK Atenas    | Grecia         | 1988-89 |
| Supercopa de Grecia          | AEK Atenas    | Grecia         | 1989    |
| Copa de la Liga              | AEK Atenas    | Grecia         | 1989-90 |
| Superliga de Grecia          | AEK Atenas    | Grecia         | 1991-92 |
| Superliga de Grecia          | AEK Atenas    | Grecia         | 1992-93 |
| Superliga de Grecia          | AEK Atenas    | Grecia         | 1993-94 |
| MLS Cup                      | Chicago Fire  | Estados Unidos | 1998    |
| U.S. Open Cup                | Chicago Fire  | Estados Unidos | 1998    |

### Como entrenador

#### Campeonatos nacionales
| Título                | Club            | País   | Año  |
| --------------------- | --------------- | ------ | ---- |
| Campeonato Canadiense | Montreal Impact | Canadá | 2014 |